# Mamsell Langs hus
Mamsell Langs hus är ett byggnadsminnesförklarat stenhus från 1730-talet som ligger i kvarteret Novisen på Sankt Lars gränd i Visby innerstad.

## Historik
Pastorskan Catharina Margareta Lange, född Klintberg, dör den 13 maj 1843 och efterlämnar huset åt dottern Catharina Carolina Lange, som kallas Mamsell Lang, och är den person som givit namn åt huset, även kallat Mamsell Langs gård vid den här tiden då det finns en lada med djur på fastigheten. Från 1800-talets slut och fram till 1930-talet kallades även huset för åkare Larssons hus.

## Byggnaden

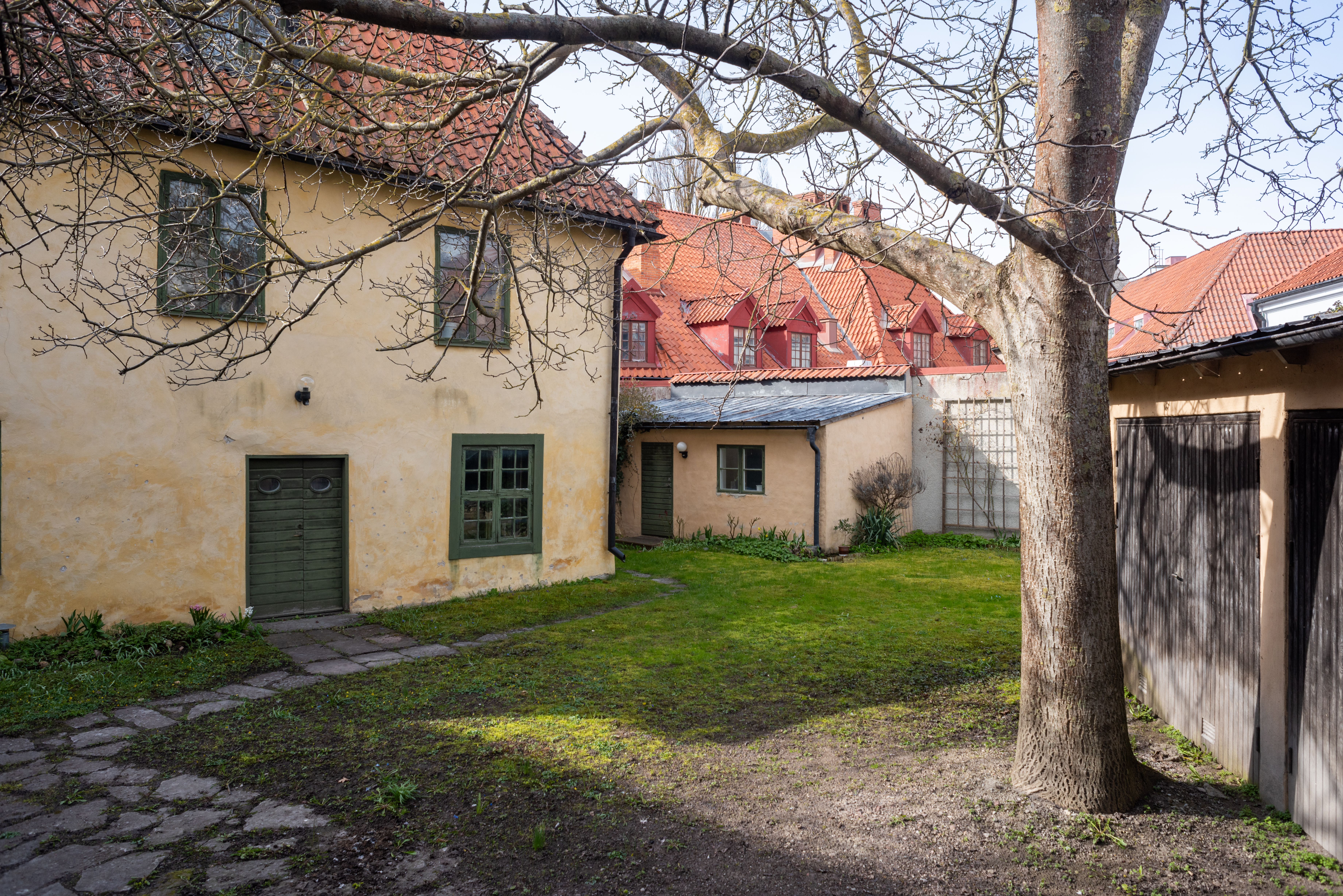
Fastighetens gård.

Medeltida lämningar i form av murverk finns dels i den nuvarande huvudbyggnaden och dels under mark vid den norra tomtgränsen. På en karta från 1697 års fanns på denna fastighet ett hus av sten samt stall och lada i skiftesverk. I slutet av 1730-talet revs det medeltida huset och den nuvarande stenbyggnaden uppfördes, delvis på resterna efter den äldre. Byggnaden ligger i fastighetens sydvästra hörn längs med Sankt Lars gränd.
En vagnsbod av trä uppfördes 1908 samt något år senare även två uthus. Ladan från 1600-talet revs när mark exproprierades av staden 1936 och en garagebyggnad har byggts 1956. Fastighetens gårdsrum är väl slutet via ett plank ut mot Sankt Lars gränd och en mur mot Sankt Drottensgatan. Gårdsrummets gångar är belagda med kalkstensflis.
"Trots att fastigheten förlorade sin äldre traditionella gårdsprägel under 1930-talet, då stall och lada från 1600-talet försvann, har den med sin 1700-talsbyggnad och karaktäristiskt avskärmade gård ett högt kulturhistoriskt och miljöskapande värde."

## Byggnadsminne
Den 21 juni 1995 tas beslutet att byggnadsminnesförklara Mamsell Langs hus. Man skriver "Visby innerstad har bevarat gången tids byggnadsskick och är därför att anse som synnerligen märklig. Fastigheten Novisen 4 ingår som en välbevarad del av denna bebyggelsemiljö".